# Earl Fortescue

Wappen der Earls Fortescue

Earl Fortescue ist ein erblicher britischer Adelstitel in der Peerage of Great Britain.

## Verleihungen und nachgeordnete Titel

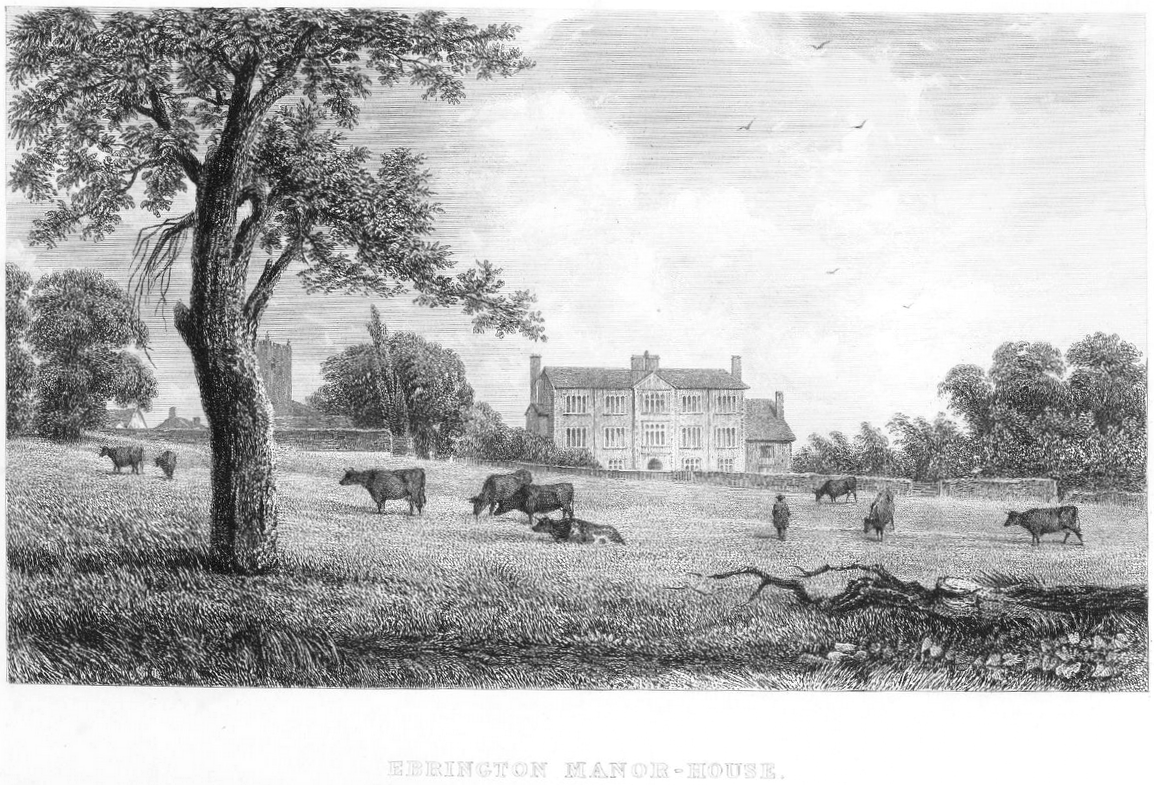
Ebrington Manor (Gloucestershire), seit dem 15. Jahrhundert im Familienbesitz

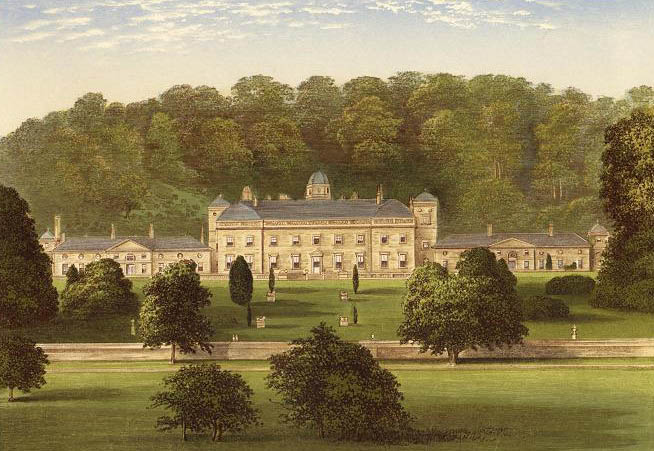
Castle Hill (Filleigh), Familiensitz seit dem 15. Jahrhundert. Das 1730 erbaute Herrenhaus wurde 1958 in weiblicher Linie vererbt.

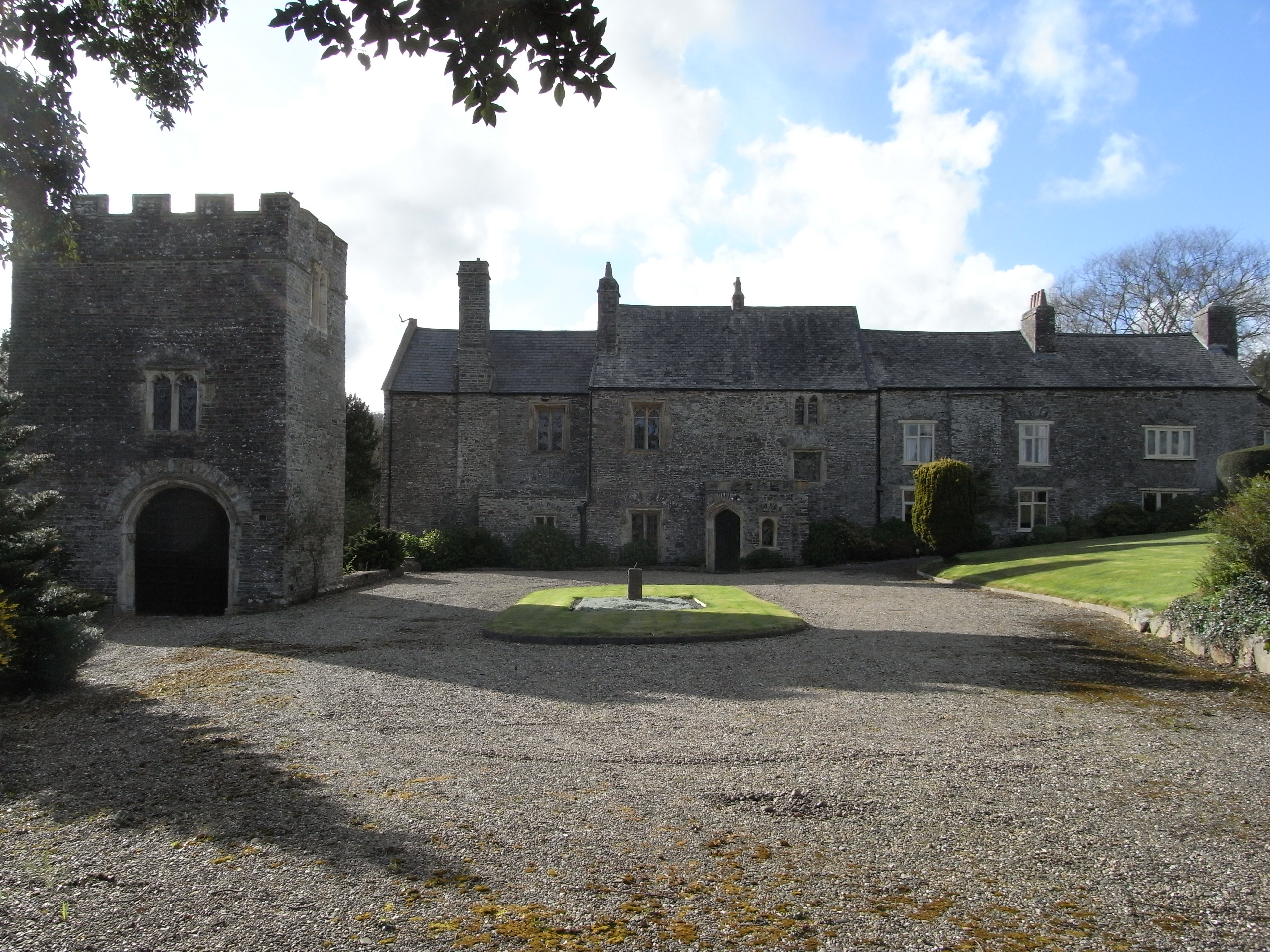
Weare Giffard Hall (Devon), von 1454 bis 1960 im Familienbesitz

Der Titel wurde am 1. September 1789 für Hugh Fortescue, 3. Baron Fortescue, geschaffen. Zusammen mit der Earlswürde wurde ihm der nachgeordnete Titel Viscount Ebrington, of Ebrington in the County of Gloucester, verliehen. Dieser Viscounttitel wird auch vom jeweiligen Heir apparent des Earls als Höflichkeitstitel geführt.
Bereits 1785 hatte er von seinem Vater Matthew Fortescue, 2. Baron Fortescue, den Titel Baron Fortescue, of Castle Hill in the County of Devon, geerbt, der seither als nachgeordneter Titel des Earls geführt wird. Dieser war am 5. Juli 1746 an dessen Halbbruder Hugh Fortescue, 14. Baron Clinton, zusammen mit dem Titel Earl Clinton, verliehen worden, der bereits 1721 den Titel Baron Clinton geerbt hatte. Das Earldom Clinton war bei dessen Tod 1751 erloschen, die Baronie Clinton in Abeyance und später an eine andere Linie der Familie gefallen, nur die Baronie Fortescue war mit einem entsprechenden besonderen Zusatz verliehen worden, dass sie an Matthew Fortescue fiel.
Der älteste Familiensitz und heutige Wohnsitz des Earl ist Ebrington Manor in Gloucestershire. Weitere Sitze waren seit dem 15. Jahrhundert Castle Hill und Weare Giffard Hall, beide in Devon.

## Liste der Earls und Barone Fortescue

### Barone Fortescue (1746)
- Hugh Fortescue, 1. Earl Clinton, 14. Baron Clinton, 1. Baron Fortescue (1696–1751)
- Matthew Fortescue, 2. Baron Fortescue (1719–1785)
- Hugh Fortescue, 3. Baron Fortescue (1753–1841) (1789 zum Earl Fortescue erhoben)

### Earls Fortescue (1789)
- Hugh Fortescue, 1. Earl Fortescue (1753–1841)
- Hugh Fortescue, 2. Earl Fortescue (1783–1861)
- Hugh Fortescue, 3. Earl Fortescue (1818–1905)
- Hugh Fortescue, 4. Earl Fortescue (1854–1932)
- Hugh Fortescue, 5. Earl Fortescue (1888–1958)
- Denzil Fortescue, 6. Earl Fortescue (1893–1977)
- Richard Fortescue, 7. Earl Fortescue (1922–1993)
- Charles Fortescue, 8. Earl Fortescue (* 1951)

Mutmaßlicher Titelerbe (Heir Presumptive) ist der Cousin des aktuellen Titelinhabers, John Fortescue (* 1955).